# Cookeville
Cookeville ist eine City im Putnam County im US-Bundesstaat Tennessee. Das U.S. Census Bureau hat bei der Volkszählung 2020 eine Einwohnerzahl von 34.842 ermittelt. Sie ist der Verwaltungssitz (County Seat) des Putnam County. Sie gilt als eine der Mikropolregionen des Landes, kleinere Städte, die dennoch als bedeutende wirtschaftliche Zentren für ihr Umland fungieren.

## Geschichte
Das Gebiet um Cookeville und Putnam County wurde Berichten zufolge erstmals von Jägern aus Virginia und North Carolina Ende des 17. bis Anfang des 19. Jahrhunderts besiedelt, von denen die meisten englischer und schottisch-irischer Abstammung waren. Die Siedler kamen über den Avery's Trace, der als Walton Road bekannt war, in das Gebiet des heutigen Cookeville. Putnam County wurde erst 1842 aus Teilen der Countys White, Overton, Jackson, Smith und DeKalb gebildet, nach kurzer Zeit allerdings wieder aufgelöst.
Putnam County 1854 neu gegründet,  wobei die Einrichtung eines County Seat erforderlich war. Im selben Jahr wurde das von Charles Crook gekaufte Land zu dem Gebiet, in dem Cookeville gegründet werden sollte. Cookeville erhielt seinen Namen zu Ehren von Richard Fielding Cooke, der 1810 nach Tennessee kam und sich in der Gegend von Cookeville niederließ. Die Gemeindegründung erfolgte 1903.
Am 3. März 2020 fegte ein Tornado über die Stadt und tötete 19 Menschen. Die Marine One überflog am 6. März 2020 Tennessee und landete mit Donald Trump im zerstörten Cookeville.

## Demografie
Nach der Schätzung von 2019 leben in Cookeville 34.706 Menschen. Die Bevölkerung teilte sich im selben Jahr auf in 91,2 % Weiße, 3,8 % Afroamerikaner, 0,2 % amerikanische Ureinwohner, 2,3 % Asiaten und 2,1 % mit zwei oder mehr Ethnizitäten. Hispanics oder Latinos aller Ethnien machten 6,8 % der Bevölkerung aus. Das mittlere Haushaltseinkommen lag bei 38.256 US-Dollar und die Armutsquote bei 25,1 %.

## Bildung
Cookeville ist in erster Linie eine Universitätsstadt, die seit 1915 die Tennessee Technological University beherbergt. Die Tennessee Tech ist eine öffentliche Universität mit Programmen, welche sich auf STEM-Felder spezialisiert. Neben der Tennessee Tech befindet sich in Cookeville auch ein Satellitencampus des Volunteer State Community College sowie das Tennessee Bible College, ein christliches College, das den Churches of Christ angeschlossen ist. Daneben gibt es verschiedene öffentliche und private Schulen in der Stadt.

## Wirtschaft
Wichtige Bereiche der Wirtschaft sind das verarbeitende Gewerbe, Forschung und Entwicklung, Gesundheitswesen und Bildungswesen. Die größten Arbeitgeber der Stadt waren 2009 das Cookeville Regional Medical Center und die Tennessee Technological University.

## Söhne und Töchter der Stadt
- Wynne F. Clouse (1883–1944), Politiker
- William E. Odom (1932–2008), General
- Robert Ben Garant (* 1970), Schauspieler
- J. J. Redick (* 1984), Basketballspieler
- Lehman Riggs (1920–2021), US-Kriegsveteran
- Jake Hoot (* 1988), Gewinner The Voice USA der 17. Staffel 2019